# Salzburger Thomismus
Der Salzburger Thomismus ist eine spezielle Ausrichtung des Thomismus, die an der alten Benediktineruniversität Salzburg im 17. und 18. Jahrhundert entwickelt und gelehrt wurde.

## Genese
Thomas von Aquin wurde zwar schon von Beginn der Universität an, d. h. ausgehend vom Assistententag des Jahres 1622, als Maxime des Unterrichts vorgegeben, jedoch brauchte es noch eine gewisse Zeit der Selbstfindung, bis die Salzburger Schule jene Prägung aufwies, die ihr über die Grenzen des eigenen Landes hinaus zu internationaler Bedeutung verhalf. „In der ersten Periode der Universitätsgeschichte von der Gründung bis zur Studienreform unter A. Stadlmayr (1652) stand der Salzburger Thomismus neben seiner in die Wiege gelegten Vorliebe für die Thomasrezeption der italienischen und spanischen Dominikaner unverkennbar noch unter dem Einfluss des italienischen Altaristotelismus im Allgemeinen und der averroistisch gefärbten Aristotelesschule von Padua im besonderen“. Die alt-aristotelischen Züge scheinen vor allem darin auf, dass nicht nur häufig auf Averroes, die griechischen Aristoteleskommentatoren Alexander Aphrodisias, Themistios und Ammonios Hermeneiu und die Vertreter der italienischen Aristoteles-Renaissance (wie Marcantonio Zimara, Agostino Nifo, Alessandro Piccolomini, Jacopo Zabarella) verwiesen wird, sondern auch entsprechend philosophische Positionen und Argumentationen formuliert werden.

## Blütezeit
Die zweite Periode des Salzburger Thomismus kennzeichnet sich durch den Wandel von einem peripatetischen hin zu einem streng thomistisch-thomanischen Programm. Ausgehend von Alphons Stadlmayrs (1610–1683) Philosophia tripartita und wesentlich beeinflusst durch die Philosophia rationalis nov-antiqua des spanischen Benediktinerkardinals José Saenz d’Aguirre vollzieht sich eine Schwerpunktverlagerung in der Aristotelesrezeption. Originalzitate aus aristotelischen Schriften treten zugunsten des Aquinaten immer weiter in den Hintergrund, wobei die logischen, hylemorphistischen und ontologischen Prinzipien des Aristoteles weiterhin das tragende Fundament des thomistischen Lehrgebäudes der Benediktiner darstellen. Mit den Werken von Ludwig Babenstuber (Philosophia Salisburgensis, 1706) und Paul Mezger (Theologia Salisburgensis, 1695) entfaltete sich die Lehre der Salzburger hin zu einer Spätblüte des Thomismus, deren zentrales Anliegen darin bestand, gegenüber den modernistischen Thomas-Interpretationen dessen unverkürzte Lehre darzulegen. Als konstitutiv erwies sich dabei auch die kontrastierende Abgrenzung von anderen Schulrichtungen wie dem Skotismus und (weniger geschlossen) gegenüber der jesuitischen Position.